# Джейсън Момоа
Джейсън Момоа (на английски: Joseph Jason Namakaeha Momoa) е американски актьор, режисьор, сценарист, продуцент и модел, номиниран за награда на „Гилдията на киноактьорите“. Известен е с ролите си на Ронан Декс в „Старгейт Атлантис“, Конан в „Конан Варварина“ (2011) и хал Дрого в телевизионния сериал на HBO – „Игра на тронове“, Артър Къри/Аквамен в „Аквамен“, Дънкан Айдахо в „Дюн“ и други.

## Личен живот
Джейсън Момоа е роден на 1 август 1979 г. в Хонолулу, но живее и израства в Норуок, Айова отгледан от майка си. Баща му е коренен хаваец, а майка му е германка с ирландски и индиански произход. Той е племенник на известните хавайски сърфисти Браян и Ръсти Киеуана. Момоа е висок 193 cm.
Момоа е женен за американската актриса Лиза Бонет. На 27 юли 2007 г. Бонет ражда първото им дете – дъщеря на име Лола Йолани Момоа. На 15 декември 2008 г. се ражда и второто им дете, момче на име Накоа-Уолф Манакауапо Намакаеха Момоа. Събитието е оповестено за пръв път от майката на Джейсън Момоа във фен-форума на официалния сайт на актьора. Тя казва, че Накоа значи „воин“; Нама значи „сила/дух“; Кауа – „дъжд“ и По – „тъмнина“, което се отнася за времето през което е родено момченцето (то е родено при много лоши метеорологични условия в Лос Анджелис), фамилията Намакаеха идва от фамилията на баща му.
На 15 ноември 2008 г. Джейсън Момоа е нападнат със счупена бутилка в Холивуд, вследствие на което получава 140 шева при възстановяващата операция след свадата.

## Кариера
През 1998 г. Момоа се завръща в Хаваи, където е забелязан от международния дизайнер Такео (Takeo), което помага за започването на кариерата му като модел. През 1999 г. Джейсън печели конкурса „Модел на годината на Хаваи“.
Дебютът му като актьор е през 1999 г. в ролята на Джейсън Йоан в сериала „Спасители на плажа“. През 2014 г. прави дебюта си като режисьор, сценарист и продуцент на пълнометражен филм в продукцията „Път към Палома“, в която играе и главна роля. Други известни негови роли са тези на Конан в „Конан Варварина“ (2011), хал Дрого в сериала „Игра на тронове“ и Ронан Декс в „Старгейт Атлантис“.
След приключването на четвърти сезон на „Старгейт Атлантис“, Джейсън Момоа решава да подстриже „раста-прическата“ си (дредлок), която е станала толкова тежка, че му причинява болки в главата и врата, особено при снимането на екшън-сцените в които се изисква много повече движение. Продуцентите на сериала се съгласяват с това решение и дори планират да заснемат сцена в която Ронан си подстригва косата в епизода „Разбити връзки“ от пети сезон на сериала. За разлика от продуцентите Sci Fi network категорично отхвърлят промяната и в първия ден на снимките на пети сезон прическата му трябва да се възстанови. Но процесът е толкова бавен и изморителен, че принуждава Момоа да използва перука и дубльор за екшън-сцените цели две седмици, през които възстановяват старата му прическа.
През 2009 г. Момоа изпълнява ролята на Роман в четири епизода на сериала „Играта“. През 2011 г. участва в ролята на хал Дрого в първия сезон на сериала на HBO – „Игра на тронове“ и е избран за главната роля във филма „Конан Варварина“. През 2012 г. си партнира със Силвестър Сталоун във филма „Куршум в главата“, през 2014 г. играе в „Път към Палома“. През 2016 и 2017 г. участва в ролята на Аквамен във филмите „Батман срещу Супермен“ и „Лигата на справедливостта“ на режисьора Зак Снайдър.

### Избрана филмография
| Година | Филм/Телевизионна програма                         | Роля                             | Бележки                          |
| ------ | -------------------------------------------------- | -------------------------------- | -------------------------------- |
| 1999   | „Спасители на плажа“                               | Джейсън Йоан (Jason Ioane)       | сериал, 1999 – 2001              |
| 2003   | „Спасители на плажа: Хавайска сватба“              | Джейсън Йоан                     | Тв филм                          |
| 2003   | „Изкушен“ (Tempted)                                | Кала (Kala)                      | Тв филм                          |
| 2004   | „Ваканцията на семейство Джонсън“                  | Наваро (Navarro)                 |                                  |
| 2005   | „Хавайски бряг“ (North Shore)                      | Франки Шу (Frankie Seau)         | сериал, 2004 – 05                |
| 2007   | „Pipeline“                                         |                                  |                                  |
| 2009   | „Старгейт Атлантис“                                | Ронан Декс (Ronon Dex)           | сериал, 2005 – 09                |
| 2009   | „Играта“ (The Game)                                | Роман (Roman)                    | сериал, 2009                     |
| 2011   | „Игра на тронове“                                  | хал Дрого                        | сериал, 10 епизода               |
| 2011   | „Конан Варварина“ (2011)                           | Конан                            |                                  |
| 2012   | „Куршум в главата“                                 | Кийгън (Keegan)                  |                                  |
| 2014   | „Път към Палома“                                   | Робърт Уолф (Robert Wolf)        |                                  |
| 2014   | „Вълци“                                            | Конър (Connor)                   |                                  |
| 2016   | „Батман срещу Супермен: Зората на справедливостта“ | Орин / Крал Артър Къри / Аквамен |                                  |
| 2017   | „Имало едно време в Ел Ей“                         | Спайдър (Spider)                 |                                  |
| 2017   | „Отряд самоубийци“                                 | Орин / Крал Артър Къри / Аквамен | (снимка на сцена след надписите) |
| 2017   | „Лигата на справедливостта“                        | Орин / Крал Артър Къри / Аквамен |                                  |
| 2018   | „Аквамен“                                          | Орин / Крал Артър Къри / Аквамен |                                  |
| 2021   | „Дюн“                                              | Дънкан Айдахо                    |                                  |
| 2023   | „Бързи и яростни 10“                               | Данте Рийс                       |                                  |
| 2025   | „Майнкрафт: Филмът“                                | Гарет „Боклукчията“ Гарисън      |                                  |